# Ordre de l'Amitié des peuples
Cet article concerne une distinction soviétique. Pour la décoration burundaise, voir Ordre de l'Amitié des peuples (Burundi).
Pour les articles homonymes, voir Ordre de l'Amitié.
L'ordre de l'Amitié des peuples (en russe : Орден Дружбы народов, Orden Droujby narodov) est une décoration créée le 17 décembre 1972 en Union soviétique.
Cette décoration fut fondée pour célébrer le cinquantenaire de l'Union soviétique et pour célébrer l'amitié entre les peuples. Elle était conférée à des personnalités des différentes républiques soviétiques et de pays étrangers. L'ordre a été conféré à 1 212 personnalités, dont 40 étrangers de 13 pays (hors de l'ex-URSS).
Cet ordre a continué d'exister en Russie, après la dislocation de l'Union soviétique, par oukaze du président de la fédération de Russie, le 2 mars 1992. Il devient alors l'ordre de l’Amitié.